# Rajewo
Rajewo – osada w Polsce położona w województwie lubuskim, w powiecie zielonogórskim, w gminie Zabór. Miejscowość wchodzi w skład sołectwa Przytok.
W latach 1975–1998 miejscowość administracyjnie należała do województwa zielonogórskiego.